# SkyBox Labs
SkyBox Labs ist ein kanadisches Entwicklerstudio für Computerspiele und -Software mit Sitz in Burnaby, British Columbia. Größere Bekanntheit erlangte es vor allem durch die Zusammenarbeit mit den Microsoft Studios an den Computerspielen Age of Empires II HD: The Forgotten sowie Age of Mythology: Extended Edition.

## Geschichte
SkyBox Labs trat zum ersten Mal als Produktionspartner des britischen Spieleentwicklers Relentless Software bei der Entwicklung des 2012 erschienenen Xbox-360-Spiels Kinect Nat Geo TV in Erscheinung. Im Jahr 2013 folgte mit dem für iOS-Geräte verfügbaren Spiel Dragon Arena die erste vollständige Eigenentwicklung des Studios. Im Oktober 2014 veröffentlichten die Microsoft Studios das eher durchschnittlich bewertete Sandbox-Action-Adventure Project Spark, an dem SkyBox Labs als Co-Entwickler beteiligt war. Mit dem in Kooperation des Studios Forgotten Empires entwickelten Age of Mythology: The Tale of the Dragon erschien am 28. Januar 2016 via Steam eine kostenpflichtige Erweiterung der von SkyBox Labs überarbeiteten Age of Mythology: Extended Edition, welche dort allerdings größtenteils negative Bewertungen erhielt. Das am 10. Mai 2016 bei der Internet-Vertriebsplattform Steam erschienene Mehrspieler-Strategiespiel TASTEE: Lethal Tactics stellt das bislang letzte, vollständig in Eigenarbeit entwickelte und publizierte Projekt der Kanadier dar.
Im Januar 2023 erwarb NetEase das Studio.